# Ружинский, Богдан Остафиевич
Князь Фёдор-Богдан Остафиевич (Остапович) Ружинский (укр. Ружинський Федір-Богдан Остафієвич, пол. Bohdan Rożyński; в исторической литературе и украинском фольклоре известен под именами «Чёрный Богдан», «гетман Фёдор-Богдан», «Богданко»; год рождения неизвестен — 1576) — гетман Войска Запорожского в 1575—1576 из рода западнорусских князей Ружинских, которые являются далёкими потомками короля Данилы Галицкого и великого князя Великого княжества Литовского Гедимина.

## Жизнеописание Ружинского и его род
Родом из с. Ружина Владимирского повета (сейчас Волынская область Украины). Отец — Остафий Иванович Ружинский, казацкий полковник, гетман в 1585 году. Такую характеристику «Чёрному Богдану» дал польский геральдик Папроцкий:

«Муж сердца великого. Презрел он богатства и возлюбил славу защиты границ. Оставив временные земные блага, претерпевая голод и нужду, стоит он как мужественный лев, и жаждет лишь кровавой беседы с неверными».

Дочь Богдана Ружинского — Анастасия-Агафия, была матерью гетмана Украины Богдана Хмельницкого, которого назвали в честь деда Богдана.
Уже после смерти Богдана Войско Запорожское возглавляли (в должности гетмана или кошевого атамана) его отец Остафий и его братья — Михайло, Микола, Кирик (Кирилл); а их сестра — Маруша (Маруся) была женой гетмана Украины Криштофа Косинского, который восстал против поляков.

## Биография
Князь Богдан Ружинский стал известным сперва как начальник польской казацкой милиции, охранявшей границы Речи Посполитой. Поняв общность интересов как пограничных, так и низовых казаков, Ружинский подался на Днепр, и тут имя его, как смелого и мужественного атамана, скоро сделалось широко известным. Во времена Богдана Ружинского Украина входила в состав Речи Посполитой, король которой Стефан Баторий высоко ценил гетмана Ружинского и его казаков, и в 1575 году подарил Ружинскому замок Трахтемиров.
Московский государь Иван IV Грозный в 1575 году послал на Сечь царскую грамоту, в которой писал к «…голове, князю Богдану Ружинскому и ко всем козакам днепровским с великим своим жалованием и с приказом к ним», в которой предлагал им царскую службу и многие богатые подарки и посулы, в обмен на поход на крымские улусы и на Козлов (теперь Евпатория). Но Ружинский признавал власть короля Стефана Батория, и, конечно же, Ивану Грозному не служил. Этот период историки описывают как период крепкой дружбы всех народов Речи Посполитой под управлением Стефана Батория, лишь через несколько десятилетий украинские казаки начали восставать, эти восстания случались по причине нарастающего экономического и религиозного давления Польши.
Татары в октябре 1575 года по повелению турецкого султана Амурата напали на Подолию (юго-запад Украины), захватили огромный полон и попытались уйти в Крым. В частности татары убили мать Ружинского и захватили в плен его жену. Именно поэтому Ружинский ходил в трауре — в народной песне сказано: укр. «в чорному оксамиті», то есть «в чёрном бархате».
Гетман Богдан догнал татар ещё до Перекопа и разбил 12-ти тысячное татарское войско, потому предпринял большой поход в Крым — он послал казацкий флот на челнах-«чайках» во главе с есаулом Нечаем в числе 5 тысяч казаков; а сам повёл большой отряд конницы. Атакой с суши и моря казаки Ружинского и Нечая взяли Гезлёв (Евпаторию) и Кафу (Феодосию). В Кафе (там был главный невольничий рынок Крыма) Ружинский вырезал всех мусульман, поскольку мстил за свою мать и жену. С этими же силами Ружинский перепревился на кавказский берег, где взял ряд турецких укреплений; и далее — его флот обошёл всё побережье Чёрного моря, разрушая турецкие города, истребляя в них жителей. Так, он взял приступом Трапезунд (теперь Трабзон) и вырубил его население, потом овладел Синопом и разрушил его до основания, после чего подошел даже к Стамбулу (Константинополю) и «взял под ним многія корысти». Далее он продолжил поход по берегам Болгарии и Румынии, взял в устье Дуная крепость Килию (сейчас в Одесской области Украины).
Король Речи Посполитой Стефан Баторий 20 августа 1576 года издал универсал, в котором признал владениями Войска Запорожского все земли, захваченные украинскими казаками у турок и татар.

## Народная дума о «Чёрном Богдане»
Существует украинская народная дума о «Чёрном Богдане», которая рассказывает о том, что татары в его отсутствие напали на его дом, убили мать и захватили жену:

«Ой Богдане, запорожскій гетьмане, 

Та чому ж ти ходиш в чорнім оксамиті? 

„Гей, були, ж у мене гості, гості татарове, 

Одну нічку ночували. 

Стару неньку зарубали, 

А миленьку собі взяли.“»

## Дед Богдана Хмельницкого
Вот как пишет об этом «История Руссов»: «Пошлюблена з ним була донька Гетьмана Богдана Анастасія, і від того шлюбу народжений син Зіновій Хмельницький дістав при хрещенні його друге ім’я, дідівське з матірнього боку, Богдан, дане йому звичаєм Римських Католиків од хрещеного батька його Князя Сангушка».

## Память о Богдане Ружинском
Даже через сто лет после этого похода, как пишет «Летопись самовидца», знаменитый кошевой атаман Войска Запорожского Иван Сирко вспоминал о славных походах Богданка и грозил туркам снова обойти всё побережье Чёрного моря, начиная с Крыма.

## Гибель Богдана Ружинского
Осенью 1576 года Ружинский предпринял поход на турецкую крепость на месте будущего города Каховка, недавно отстроенную турками для преграждения выхода казакам в устье Днепра и в Чёрное море, и разрушил её до основания, закладывая пороховые мины. Во время одного из взрывов он «стал на плохом месте» и погиб.

## Память
- В настоящее время существует Третий казачий корпус Южнорусского Реестрового Казачества, носящий имя Богдана Ружинского.[6]
- Богдан Ружинский был прославлен в народных песнях как Чёрный Богдан[7].